# Canouville
Canouville é uma comuna francesa na região administrativa da Normandia, no departamento de Sena Marítimo. Estende-se por uma área de 4,45 km². Em 2010 a comuna tinha 353 habitantes (densidade: 79,3 hab./km²).